# Proacidalia kansuensis
Proacidalia kansuensis är en fjärilsart som beskrevs av Curt Eisner 1942. Proacidalia kansuensis ingår i släktet Proacidalia och familjen praktfjärilar. Inga underarter finns listade i Catalogue of Life.